# Corè
Segons la Bíblia i l'Alcorà, Corè o Corah (hebreu: קֹרַח בן-יִצְהָר, Qōrah ben Yizəhār‎; àrab: قارون, Qārūn) era un israelita que es va rebel·lar contra Moisès durant l'Èxode del poble hebreu pel desert després de la sortida d'Egipte.

## Corè, un levita
Corè va néixer en el si del clan quehatita durant el captiveri dels hebreus al país del Nil. Era el primogènit d'Ishar, segon fill del cabdill Quehat i net del patriarca Leví. Els seus germans més petits foren Xelomit, Nèfeg i Zicrí. Era, per tant, cosí-germà de Moisès i del Summe Sacerdot Aaron.
Segons el llibre de les Cròniques, els seus descendents foren:
- Assir
- Elcanà
- Abiassaf, pare de Corè i Assir. Aquest últim fou pare de Tàhat, pare de Sefonià, pare d'Azarià, pare de Joel, pare d'Elcanà, pare d'Amassai, pare de Màhat, pare d'Elcanà, pare de Suf, pare de Tohu, pare d'Elihú, pare de Jeroham, pare d'Elcanà, qui fou pare de l'últim jutge d'Israel Samuel, que al seu torn fou pare d'Abià i Joel. Aquest últim era pare d'Eman, el cantor escollit pel Rei David i que va tenir tres filles i catorze fills, que eren: Buquiahu, Mataniahu, Uziel, Xubael, Jeremot, Hananià, Hananí, Eliata, Guidalti, Romamti-Èzer, Joixbecaixa, Mal·lotí, Otir i Mahaziot.

Segons el judaisme, després de l'alliberament i durant l'Èxode del poble jueu pel desert, Corè va aconseguir una gran fortuna i un gran ramat de caps de bestiar, i va esdevenir un dels levites més rics de tot el poble d'Israel. També era considerat un home savi i distingit fins al punt que va ser un dels quehatites escollits per carregar l'Arca de l'Aliança.

## Conspiració contra Moisès

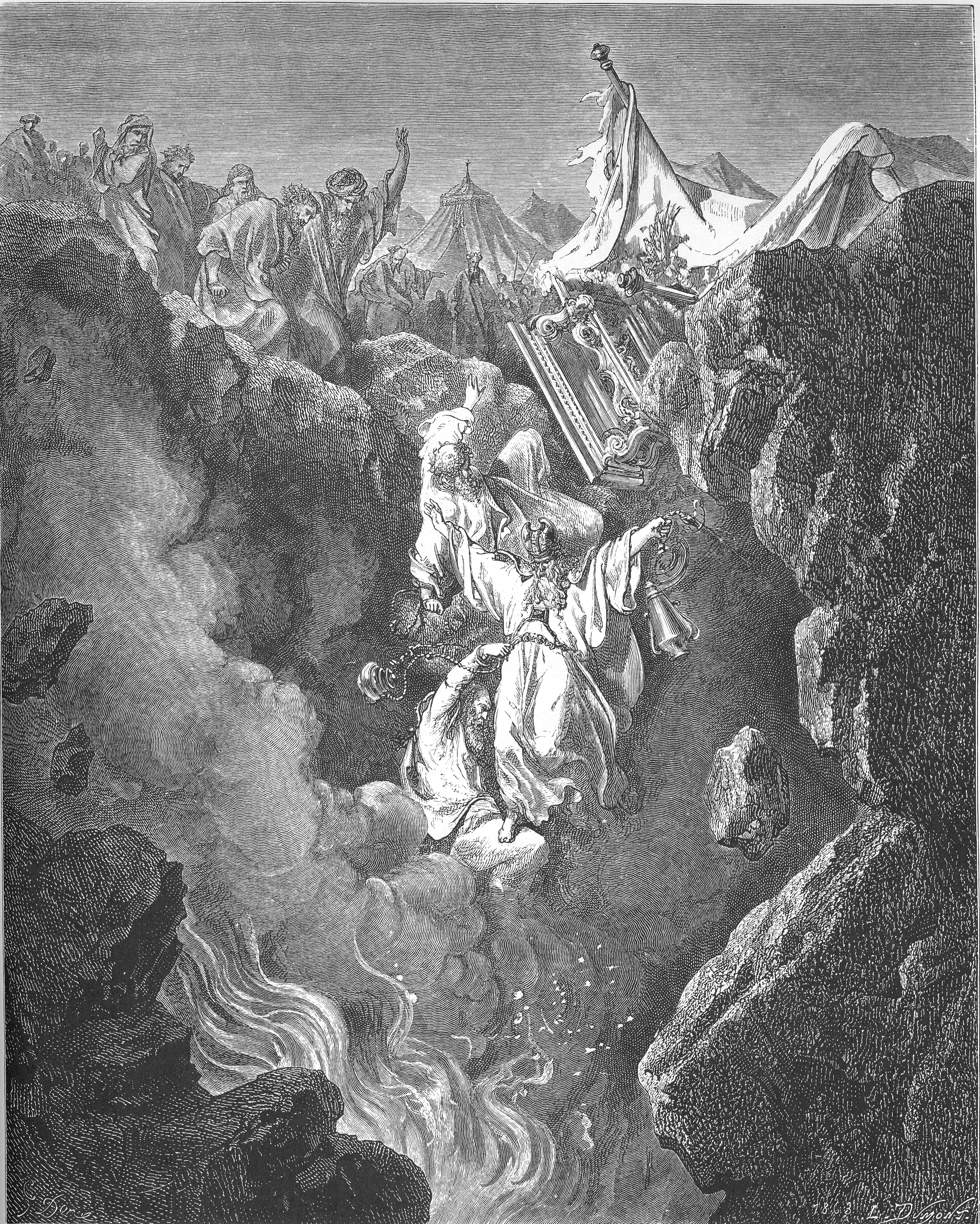
Mort de Corè, Datan i Abiram, Gustave Doré.

Quan el primogènit del patriarca Quehat va morir, els seus dos fills eren Moisès —líder del poble d'Israel— i Aaron —summe sacerdot d'Israel. Per aquest motiu calia designar un nou príncep dels quehatites. Segons els costums, aquest rol hauria recaigut en el segon fill del patriarca anomenat Ishar, però ja era mort i el seu fill primogènit era Corè.
Moisès, però, va designar «príncep dels quehatites» el primogènit del fill més petit del patriarca Quehat, anomenat Elsafan (Num. iii. 30), i Corè va protestar. Aleshores, juntament amb el rubenites Datan i Abiron, van reunir 250 membres del Sanedrí per prendre-li el poder al profeta Moisès i esdevenir la casta regnant (Num. R. xviii. 2; Tan. l.c.; comp. Targ. pseudo-Jonathan to Num. xvi. 2).
Jahvé els va castigar: va esberlar el terra de les seves tendes i tots els conspiradors van morir.